# Антологія руська
«Антоло́гія ру́ська» — одна з перших антологій української поезії, видана 1881 у Львові академічним товариством «Дружній лихвар». В «Антологію руську» вміщено твори 42 українських поетів, зокрема І. Котляревського, Т. Шевченка, М. Шашкевича, С. Руданського, Л. Глібова, Є. Гребінки, Ю. Федьковича, І. Франка, П. Гулака-Артемовського, Я. Головацького, М. Костомарова, М. Старицького, М. Петренка, А. Могильницького та інших.